# Hieracium dimoniei
Hieracium dimoniei es una especie de planta con flor del género Hieracium, de la familia Asteraceae, orden Asterales.

## Distribución
Hieracium dimoniei se distribuye por Yugoslavia, Macedonia del Norte, Albania y Grecia.

## Taxonomía
Fue descrita científicamente por Zahn. Fue publicada en Magyar Bot. Lapok.